# Gigantometra
Gigantometra is een geslacht van wantsen uit de familie van de Gerridae (schaatsenrijders). Het geslacht werd voor het eerst wetenschappelijk beschreven door Herbert Barker Hungerford en Ryuichi Matsuda in 1958.

## Soorten
Het genus is monotypisch en bevat de volgende soort:

- Gigantometra gigas (China, 1925)